# Power Hits Estate 2021
Power Hits Estate 2021 è una compilation, pubblicata il 30 luglio 2021 dalla casa discografica Sony Music e contenente 68 brani presentati durante la serata del 31 agosto del programma omonimo.

## Tracce

### CD1
1. Martin Garrix feat. Bono & The Edge - We Are the People (Official UEFA EURO 2020 Song)
2. Marco Mengoni - Ma stasera
3. Dua Lipa - Love Again
4. Calvin Harris feat. Tom Grennan - By Your Side
5. Madame - Marea
6. Kungs - Never Going Home
7. Sangiovanni - Malibu
8. Billie Eilish - Your Power
9. J-Ax & Jake La Furia - Salsa
10. OneRepublic - Run
11. Rauw Alejandro - Todo de ti
12. Gigi D'Agostino & Luca Noise - Beautiful
13. Pinguini Tattici Nucleari - Scrivile scemo
14. Justin Wellington feat. Small Jam - Iko Iko (My Bestie)
15. Alessandra Amoroso - Sorriso grande
16. Rocco Hunt x Ana Mena - Un bacio all'improvviso
17. Álvaro Soler feat. Cali y el Dandee - Mañana
18. Achille Lauro - Latte+
19. Clementino & Nina Zilli - Señorita
20. LP - One Last Time
21. Irama - Melodia proibita
22. Gazzelle & Mara Sattei - Tuttecose
23. Gaia, Sean Paul & Childsplay - Boca

### CD2
1. Fedez, Achille Lauro & Orietta Berti - Mille
2. Coldplay - Higher Power
3. Imagine Dragons - Follow You
4. Boomdabash & Baby K - Mohicani
5. Emma & Loredana Bertè - Che sogno incredibile
6. Joel Corry, Raye & David Guetta - Bed
7. Ligabue - Essere umano
8. Gianni Morandi - L'allegria
9. Riton x Nightcrawlers feat. Mufasa & Hypeman - Friday (Dopamine Re-Edit)
10. Blanco & Sfera Ebbasta - Mi fai impazzire
11. Bob Sinclar feat. Molly Hammar - We Could Be Dancing
12. Fabio Rovazzi feat. Eros Ramazzotti - La mia felicità
13. Caparezza - La scelta
14. Sophie and the Giants - Right Now
15. The Kolors - Cabriolet panorama
16. Sottotono - Mastroianni
17. Ernia, Sfera Ebbasta & Carl Brave - Di notte
18. Fred De Palma feat. Anitta - Un altro ballo
19. Capo Plaza feat. Aya Nakamura - Panama
20. Topic & Bebe Rexha - Chain My Heart
21. Lorenzo Fragola & The Kolors - Solero
22. Master KG & David Guetta - Shine Your Light
23. Goodboys - Bongo Cha Cha Cha

### CD3
1. Måneskin - I Wanna Be Your Slave
2. Olivia Rodrigo - Good 4 U
3. Samuel & Francesca Michielin - Cinema
4. Purple Disco Machine - Playbox
5. Annalisa feat. Federico Rossi - Movimento lento
6. Ultimo - Buongiorno vita
7. Colapesce, Dimartino & Ornella Vanoni - Toy Boy
8. Dotan - Mercy
9. Takagi & Ketra & Giusy Ferreri - Shimmy Shimmy
10. Noel Gallagher's High Flying Birds - Flying on the Ground
11. Greta Van Fleet - Heat Above
12. Mahmood & DRD - Klan
13. Noemi & Carl Brave - Makumba
14. Coma Cose - La canzone dei lupi
15. Kali Uchis - Telepatía
16. Rkomi & Tommaso Paradiso - Ho spento il cielo
17. Ariete - L'ultima notte
18. Diodato - L'uomo dietro il campione
19. Michele Bravi & Sophie and the Giants - Falene
20. Elettra Lamborghini - Pistolero
21. Aiello - Fino all'alba (ti sento)
22. Cristiano Malgioglio feat. Evry - Todos me miran

## Classifiche
| Classifica (2021) | Posizione massima |
| ----------------- | ----------------- |
| Italia            | 10                |